# Думаран (острів)
Думаран (італ. Dumaran) — острів на заході Філіппін. Від острова Палаван його розділяє протока шириною 2,7 км у найвужчому місці. Острів адміністративно розділений між муніципалітетами Думаран і Араселі.